# Boucres
Boucres is een dorp in de Franse gemeente Hames-Boucres in het departement Pas-de-Calais. Boucres vormt het zuidelijk deel van de gemeente. Het dorpscentrum vormt een geheel met Basse Hames.

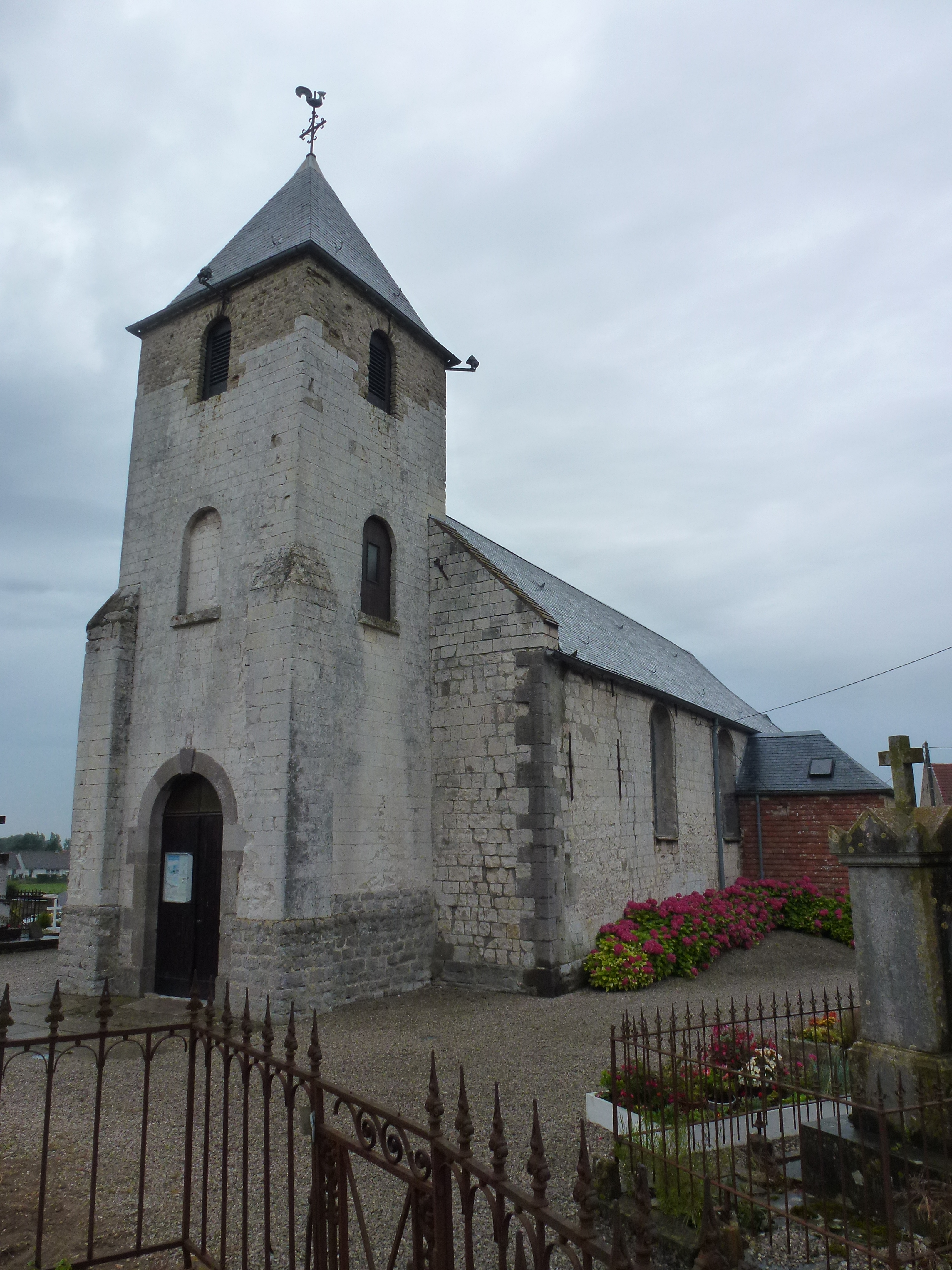
Église Saint-Martin

## Geschiedenis en naam
De naam Boucres is een samentrekking van een oudere naam, Bokarde, Bokaerde. De combinatie van beide Oudnederlandse woorden "Bok" en "Aarde" geeft het idee van weide (Aarde) omzoomd met beuken en/of haagbeuk. Oude vermeldingen van de plaats dateren uit de 11e eeuw als Bocretes. Uit de 12e eeuw dateren vermeldingen als Bokerdes en Bochardes.
Op het eind van het ancien régime werd Boucres een gemeente. De kerk werd verkocht als nationaal goed, maar bleef bewaard. De kerk van het naburige Hames, die enkele decennia eerder door bliksem was beschadigd, verdween. De kerk deed nu dienst voor beide plaatsen, die sinds het begin van de 19de eeuw een parochie vormden.
In 1819 werd de gemeente Boucres (206 inwoners in 1806) al opgeheven en samengevoegd met buurgemeente Hames (439 inwoners in 1806) in de gemeente Hames-Boucres. De kerk werd in 1829 aan de gemeente verkocht.

## Bezienswaardigheden
- De Sint-Maartenskerk (église Saint-Martin)
- Op het kerkhof van Hames-Boucres bevinden zich drie Britse oorlogsgraven uit de Tweede Wereldoorlog.